# Pointy

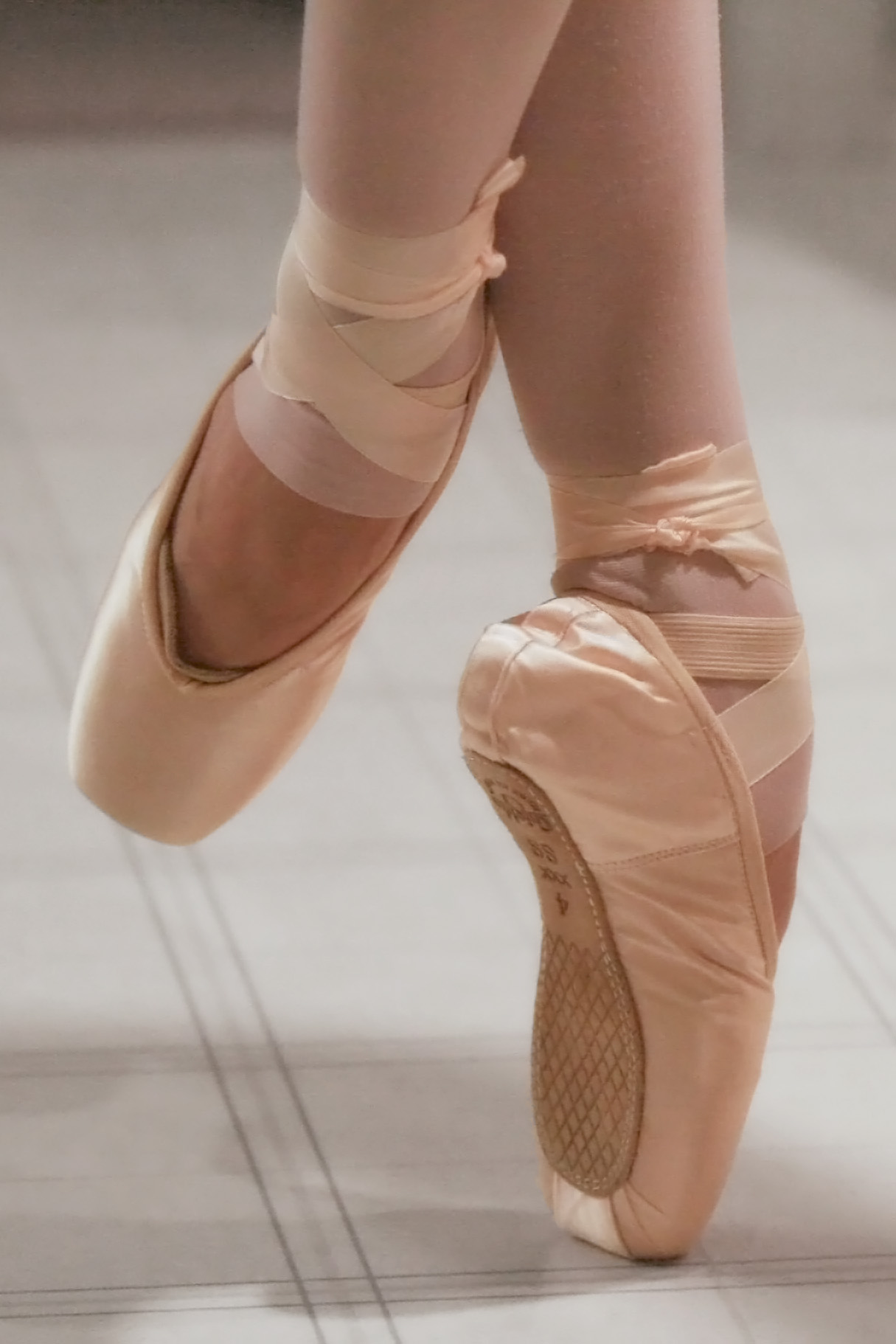
Pointy

Pointy (fr. pointe – szpic) – twarde baletki, używane w balecie, przeznaczone do tańca klasycznego lub ostatnio używane w tańcu współczesnym. Tancerki tańcząc, stoją na samych czubkach palców, czyli wchodzą na pointy. Artystka wchodząca na pointy ma stwarzać wrażenie lekkości i unoszenia się w powietrzu.
Pointy wytwarza się, sklejając wiele warstw różnej grubości kartonu i materiału. Czubki point robi się także z gipsu, wierzch baletki pokrywając najczęściej satyną. Mają skórzane podeszwy. Z przodu znajduje się krótki ściągacz i – chociaż nie zawsze – para troczków (wstążek) zawiązywanych dla zabezpieczenia kostki lub gumka (istnieją różne metody ich przyszywania) podtrzymująca pointę. Natomiast na palce stopy nakładana jest 'wkładka' (najczęściej silikonowa) lub wata, by zapobiec zranieniom. Aby móc używać point, trzeba je 'wyrobić'. 
W celu lepszego kontrolowania ruchów w czasie tańca przed wejściem na scenę nacierane są kalafonią.
Ich pojawienie się było związane z rozwojem baletu włoskiego, połączonego z reformą kostiumu baletowego na przełomie XVIII i XIX wieku. Pierwsze na pointach stanęły słynne tancerki Taglioni i Istomina. Na początku pointy były bez troczków, bez gumek, co powodowało częste kontuzje kostek. Pointy często się łamały i były nietrwałe. Niektóre tancerki nie miały paznokci u stóp. Rozwój nastąpił później. Dziś pointy nie powodują takich uszkodzeń. Są wytrzymalsze, ale żeby móc ich używać, trzeba mieć wyćwiczoną i mocną stopę.